# Барбадоска лейбъристка партия
Барбадоската лейбъристка партия (на английски: Barbados Labour Party) е социалдемократическа политическа партия в Барбадос.
Тя е основана през 1938 година. През 1955 година нейното ляво крило се отделя в Демократична лейбъристка партия, като през следващите години тези две партии са основните в страната. Партията е управляваща през 1953 – 1961, 1976 – 1986 и 1994 – 2008 година.
На изборите през 2013 година Барбадоската лейбъристка партия получава 48% от гласовете и 14 от 30 места в парламента. На следващите избори през 2018 и 2022 година, водена от Мия Мотли, партията получава голямо мнозинство и всичките 30 места в парламента.